# Carlo Livizzani
Carlo Livizzani (ur. 1 listopada 1722 w Modenie, zm. 1 lipca 1802 w Rzymie) – włoski kardynał.

## Życiorys
Urodził się 1 listopada 1722 roku w Modenie, jako syn Ippolita Livizzaniego i Teresy Forni. Studiował w Collegio Nazareno, a następnie został kanonikiem bazyliki liberiańskiej i elektorem Najwyższego Trybunału Sygnatury Apostolskiej. 14 lutego 1785 roku został kreowany kardynałem diakonem i otrzymał diakonię Sant’Adriano al Foro. W tym samym roku został prefektem Kongregacji ds. Wód. 14 maja przyjął święcenia diakonatu. 21 lutego 1794 roku został podniesiony do rang kardynała prezbitera i otrzymał kościół tytularny San Silvestro in Capite, a 13 kwietnia przyjął święcenia prezbiteratu. Zmarł 1 lipca 1802 roku w Rzymie, w wyniku infekcji klatki piersiowej.